# Мордовин, Юрий Константинович
Ю́рий Константи́нович Мордо́вин (4 февраля 1900, Санкт-Петербург — 20 марта 1969, Ленинград) — советский фехтовальщик, заслуженный мастер спорта СССР (1942), судья всесоюзной категории.

## Биография
Окончил Императорский Пажеский корпус, фейхтмейстер (учитель фехтования). С 1919 года тренировался у Александра Павловича Мордовина.
Чемпион СССР по фехтованию на эспадронах 1928 года, на шпагах — 1939 года, на рапирах — 1940. Участник первой серии встреч советских и турецких фехтовальщиков 1935—1936 годов.
В послевоенные годы — один из ведущих тренеров страны. Преподавал в Ленинградском военном институте физической культуры. Начальник кафедры рукопашного боя и фехтования с 1947 по 1952 год. Начальник кафедры рукопашного боя, бокса и фехтования с 1952 по 1954 год. Позже преподавал в Московском институте физической культуры.
Среди его учеников Николай Татаринов, Владимир Вышпольский.
Полковник. Участник Великой Отечественной войны.
Награждён орденом Ленина (1945), двумя орденами Красного Знамени (1944, 1949), орденом Красной Звезды (30.08.1943).
Введен в Зал фехтовальной славы России в 2006 году.
Похоронен на Северном кладбище Санкт-Петербурга.